# Brenda & the Tabulations
Brenda & the Tabulations waren eine US-amerikanische Gesangsgruppe, die Mitte der 1960er Jahre in Philadelphia, Pennsylvania, gegründet wurde.

## Werdegang
Die Gruppe bestand aus Brenda Payton (* 24. Oktober 1945; † 14. Juni 1992) sowie den Sängern Eddie Jackson, Maurice Coates und Jerry Jones. Das Quartett veröffentlichte mehrere R&B-Songs, und 1967 konnte sich die Single Dry Your Eyes auch auf Platz 20 der US-Charts platzieren. Das gleichnamige Album enthielt neben Eigenkompositionen auch funkige Versionen von Liedern der Beach Boys (God Only Knows), The Marvelettes (Forever), The Supremes (Where Did Our Love Go) oder Dionne Warwicks zweitem Top-Hit Walk On By. 
1970 nahm der Musikproduzent und Songschreiber Van McCoy die Band unter Vertrag, wechselte die männlichen Backgroundsänger Jackson und Jones gegen die Sängerinnen Pat Mercer und Deborah Martin aus und verschaffte ihnen erneut einige Hits in den "Black-Charts". Auch Right On The Tip Of My Tongue gelangte 1971 in die offizielle Verkaufshitparade (Platz 23).  

## Diskografie

### Alben
| Jahr | Titel         | Höchstplatzierung, Gesamtwochen, AuszeichnungChartplatzierungen (Jahr, Titel, Platzierungen, Wochen, Auszeichnungen, Anmerkungen) | Höchstplatzierung, Gesamtwochen, AuszeichnungChartplatzierungen (Jahr, Titel, Platzierungen, Wochen, Auszeichnungen, Anmerkungen) | Anmerkungen |
| Jahr | Titel         | US | R&B | Anmerkungen |
| ---- | ------------- | --- | --- | ----------- |
| 1967 | Dry Your Eyes | US191 (4 Wo.)US | R&B19 (6 Wo.)R&B |             |

Weitere Alben
- 1971: Brenda And The Tabulations
- 1977: I Keep Coming Back For More

### Kompilationen
- 2000: Right on the Tip of My Tongue
- 2008: The Dionn Singles Collection 1966-1969
- 2008: The Top and Bottom Singles Collection 1969-1971

### Singles
| Jahr | Titel Album                                              | Höchstplatzierung, Gesamtwochen, AuszeichnungChartplatzierungen (Jahr, Titel, Album, Platzierungen, Wochen, Auszeichnungen, Anmerkungen) | Höchstplatzierung, Gesamtwochen, AuszeichnungChartplatzierungen (Jahr, Titel, Album, Platzierungen, Wochen, Auszeichnungen, Anmerkungen) | Anmerkungen |
| Jahr | Titel Album                                              | US | R&B | Anmerkungen |
| ---- | -------------------------------------------------------- | --- | --- | ----------- |
| 1967 | Dry Your Eyes                                            | US20 (11 Wo.)US | R&B2 (13 Wo.)R&B |             |
| 1967 | Stay Together Young Lovers Dry Your Eyes                 | US66 (7 Wo.)US | R&B44 (2 Wo.)R&B |             |
| 1967 | Who’s Lovin’ You Dry Your Eyes                           | US66 (6 Wo.)US | R&B19 (7 Wo.)R&B |             |
| 1967 | Just Once In A Lifetime Dry Your Eyes                    | US97 (2 Wo.)US | R&B41 (2 Wo.)R&B |             |
| 1967 | When You’re Gone                                         | US58 (7 Wo.)US | R&B27 (8 Wo.)R&B |             |
| 1968 | Baby You’re So Right For Me                              | US86 (4 Wo.)US | — |             |
| 1968 | To The One I Love                                        | — | R&B45 (2 Wo.)R&B |             |
| 1969 | That’s The Price You Have To Pay                         | — | R&B43 (3 Wo.)R&B |             |
| 1969 | The Touch Of You Brenda and The Tabulations              | US50 (8 Wo.)US | R&B12 (11 Wo.)R&B |             |
| 1970 | And My Heart Sang (Tra La La) Brenda and The Tabulations | US64 (8 Wo.)US | R&B12 (9 Wo.)R&B |             |
| 1970 | Don’t Make Me Over Brenda and The Tabulations            | US77 (3 Wo.)US | R&B15 (9 Wo.)R&B |             |
| 1971 | A Child No One Wanted Brenda and The Tabulations         | — | R&B42 (3 Wo.)R&B |             |
| 1971 | Right on the Tip of My Tongue Brenda and The Tabulations | US23 (13 Wo.)US | R&B10 (13 Wo.)R&B |             |
| 1971 | A Part Of You                                            | US94 (5 Wo.)US | R&B14 (9 Wo.)R&B |             |
| 1971 | Why Didn’t I Think Of That                               | — | R&B34 (6 Wo.)R&B |             |
| 1973 | One Girl Too Late                                        | — | R&B48 (2 Wo.)R&B |             |
| 1976 | Home To Myself I Keep Coming Back For More               | — | R&B61 (9 Wo.)R&B |             |
| 1977 | (I’m A) Superstar I Keep Coming Back For More            | — | R&B31 (11 Wo.)R&B |             |

Weitere Singles
- 1968: That's In The Past
- 1969: (You Gave Me) A Reason To Live
- 1972: Little Bit Of Love
- 1973: Key To My Heart
- 1973: Walk On In
- 1977: I Keep Coming Back For More
- 1987: Don’t Give Up The Love